# Сант-Андреа-Апостоло-делло-Йонио
Сант-Андреа-Апостоло-делло-Йонио (итал. Sant’Andrea Apostolo dello Ionio) — коммуна в Италии, располагается в регионе Калабрия, подчиняется административному центру Катандзаро.
Население составляет 2329 человек, плотность населения составляет 116 чел./км². Занимает площадь 20 км². Почтовый индекс — 88066. Телефонный код — 0967.
Покровителем коммуны почитается святой апостол Андрей, празднование 30 ноября.